# Yetan
Yetan är en köping i sydöstra Kina. Den ligger i Dongyuan härad i staden Heyuan i provinsen Guangdong, omkring 210 kilometer nordost om provinshuvudstaden Guangzhou. Antalet invånare är 20 764. Befolkningen består av 10 445 kvinnor och 10 319 män. Barn under 15 år utgör 31 %, vuxna 15-64 år 56 %, och äldre över 65 år 12,0 %.